# La Possonnière
La Possonnière – miejscowość i gmina we Francji, w regionie Kraj Loary, w departamencie Maine i Loara.
Według danych na rok 2010 gminę zamieszkiwały 2 342 osoby, a gęstość zaludnienia wynosiła 127 osób/km².